# Blair (Oklahoma)
Blair es un pueblo ubicado en el condado de Jackson en el estado estadounidense de Oklahoma. En el año 2010 tenía una población de 818 habitantes y una densidad poblacional de 743,64 personas por km².

## Geografía
Blair se encuentra ubicado en las coordenadas 34°46′45″N 99°20′0″O / 34.77917, -99.33333 (34.779056, -99.333328).

## Demografía
Según la Oficina del Censo en 2000 los ingresos medios por hogar en la localidad eran de $29,821 y los ingresos medios por familia eran $33,125. Los hombres tenían unos ingresos medios de $25,739 frente a los $19,038 para las mujeres. La renta per cápita para la localidad era de $12,833. Alrededor del 14.6% de la población estaban por debajo del umbral de pobreza.